# Armand Koné
Armand Koné, né le 29 juillet 1969 à Kouto, est un prélat catholique ivoirien. Il est le quatrième archevêque de Korhogo depuis le 7 mars 2025.

## Biographie

### Origine et formation
Armand Koné naît le 29 juillet 1969 à Kouto au nord de la Côte d'Ivoire,. Il est de l'ethnie Sénoufo. Son parcours au catholicisme commence en 1994 à la communauté des frères catéchistes de Saint Paul fondée par Auguste Nobou. Il est formé par ce centre comme catéchiste de 1994 à 1995. A la fin de sa formation, il émet le souhait de devenir membre de la communauté des frères catéchistes de Saint Paul. Il fait donc son entrée au noviciat en fin 1995.

### Presbyterium
En 2000, il prononce ses premiers vœux. Devenu le frère Armand, il exprime son souhait de devenir prêtre. Il étudie d'abord la philosophie au séminaire Saint-Pierre de Daloa puis il fait une licence de théologie au grand séminaire d'Anyama à Abidjan. Il est ordonné prêtre le 11 octobre 2008, pour le diocèse de Korhogo.
Après son ordination, Armand Koné occupe la fonction de vicaire paroissial à la cathédrale Saint-Jean-Baptiste de Korhogo. Il devient par la suite curé de la paroisse de l'Immaculée Conception à Guiembé en 2009. Il reste dans cette fonction jusqu'en 2010. Il est aumônier militaire de 2009 à 2013 et responsable des vocations et de la pastorale rurale dans l'archidiocèse de Korhogo entre 2009 à 2012.  
De 2010 à 2013, il est vicaire général de l'archidiocèse de Korhogo. Durant cette période, il est également curé des paroisses Sainte-Odile à Sinématiali de 2010 à 2012 et Saint-Michel-Archange à Dikodougou de 2012 2013. 
En 2014, il part en France où il occupe la fonction de curé à Chaource, dans le diocèse de Troyes. il y fait six années. En 2020, quant il revient dans son pays d'origine, la Côte d'Ivoire, Armand Koné est nommé vicaire forain du doyenné de Bandama Urbain de 2020 à 2022. La même année il est curé de la paroisse Notre-Dame-des-Victoires à Korhogo. 
A partir de 2022, il est de nouveau nommé vicaire général de l'archidiocèse de Korhogo et délégué de l'administrateur apostolique à partir de 2024.

### Épiscopat
Le 7 mars 2025, le pape François le nomme archevêque de Korhogo,. Il reçoit l'ordination épiscopale de l'archevêque d'Abidjan, le cardinal Ignace Bessi Dogbo, le 5 avril 2025 de la même année devant la cathédrale Saint-Jean-Baptiste de Korhogo ; les co-consécrateurs étaient l'évêque d'Odienné, Alain Clément Amiézi, et le nonce apostolique en Côte d'Ivoire, Mauricio Rueda Beltz. Il devient ainsi le quatrième archevêque de l'archidiocèse de Korhogo,.